# Concours Eurovision de la danse 2010
 (février 2012).
Si vous disposez d'ouvrages ou d'articles de référence ou si vous connaissez des sites web de qualité traitant du thème abordé ici, merci de compléter l'article en donnant les références utiles à sa vérifiabilité et en les liant à la section « Notes et références ».
Le Concours Eurovision de la danse 2010 devait se dérouler en septembre 2010 à Bakou en Azerbaïdjan. Cependant, l'UER a décidé en 2009 qu'il n'y aurait pas de 3e édition, devant le peu de pays intéressés.

## Pays participants
- Azerbaïdjan pays hôte
- Biélorussie
- Pologne pays vainqueur de l'édition 2009.
- Portugal
- Russie

## Participation possible
- Autriche
- Danemark
- France
- Grèce
- Irlande
- Lituanie
- Royaume-Uni
- Suède
- Ukraine

## Débuts possibles
Plusieurs pays pouvaient participer à cette édition. En effet, ces pays avaient diffusé le concours de 2008 sans y participer, ce qui leur ouvrait donc le droit de proposer une candidature.
- Albanie
- Arménie
- Bosnie-Herzégovine
- Chypre
- Islande
- Israël
- Macédoine

## Retours possibles
- Allemagne
- Espagne
- Suisse

## Retraits possibles
- Autriche
- Finlande
- Lituanie
- Pays-Bas
- Suède